# Zwölfte Tagesstunde (Altes Ägypten)
Die zwölfte Tagesstunde (auch zwölfte Stunde des Tages, „Untergehen des Re im Westland“) bezeichnete im Alten Ägypten als zwölfte Stunde des Tages die „Stunde des Sonnenuntergangs“, die mit dem Beginn der Abenddämmerung (erste Nachtstunde) endete. 
Die Tageszeiten wurden im Alten Ägypten durch die Stundengöttinnen repräsentiert. Die zwölfte Tagesstunde trug den Namen „Die den Glänzenden (Re) verbirgt“ und kommt unter anderem im „Buch vom Tage“ mit der Benennung „Untergehen dieses Gottes (Re) im Westland“ vor. Den Erklärungen bezüglich des Amduats ist zu entnehmen, dass sich Re am Ende der zwölften Tagesstunde mit Beginn des Absinkens unter den Horizont in der Region der Qenqenet unmittelbar vor dem „Torweg zur Duat“ befindet. 